# 塞特内
塞特内（法語：Seythenex，法語發音：[sɛtne]）是法国上萨瓦省的一个旧市镇，属于阿讷西区。2016年，塞特内与市镇法韦日合并为新市镇法韦日-塞特内。

## 地理
塞特内（45°43'33"N, 6°17'59"E）面积33.41 平方千米，位于法国奥弗涅-罗讷-阿尔卑斯大区上萨瓦省，该省份为法国东部省份，历史上为薩伏依的一部分，北与瑞士接壤，西接安省，南至萨瓦省，东与瑞士和意大利接壤。
与塞特内接壤的市镇（或旧市镇、城区）包括：雅尔西、梅屈里、普朗什里讷、法韦日-塞特内。

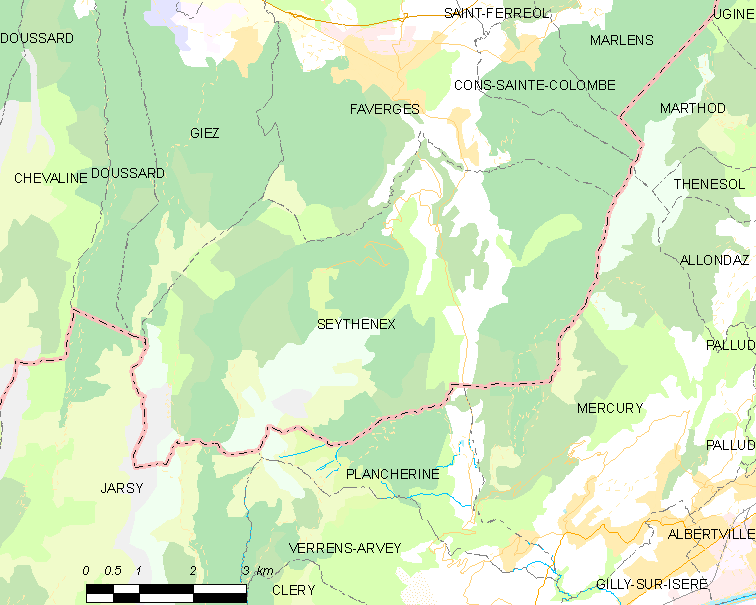
塞特内的OSM定位图

塞特内的时区为UTC+01:00、UTC+02:00（夏令时）。

## 行政
塞特内的邮政编码为74210，INSEE市镇编码为74270。

## 政治
塞特内所属的省级选区为法韦日-塞特内县。

## 人口

1962-2008年间塞特内人口变化图示

塞特内于2018年1月1日时的人口数量为665人。